# WWE Universal Championship

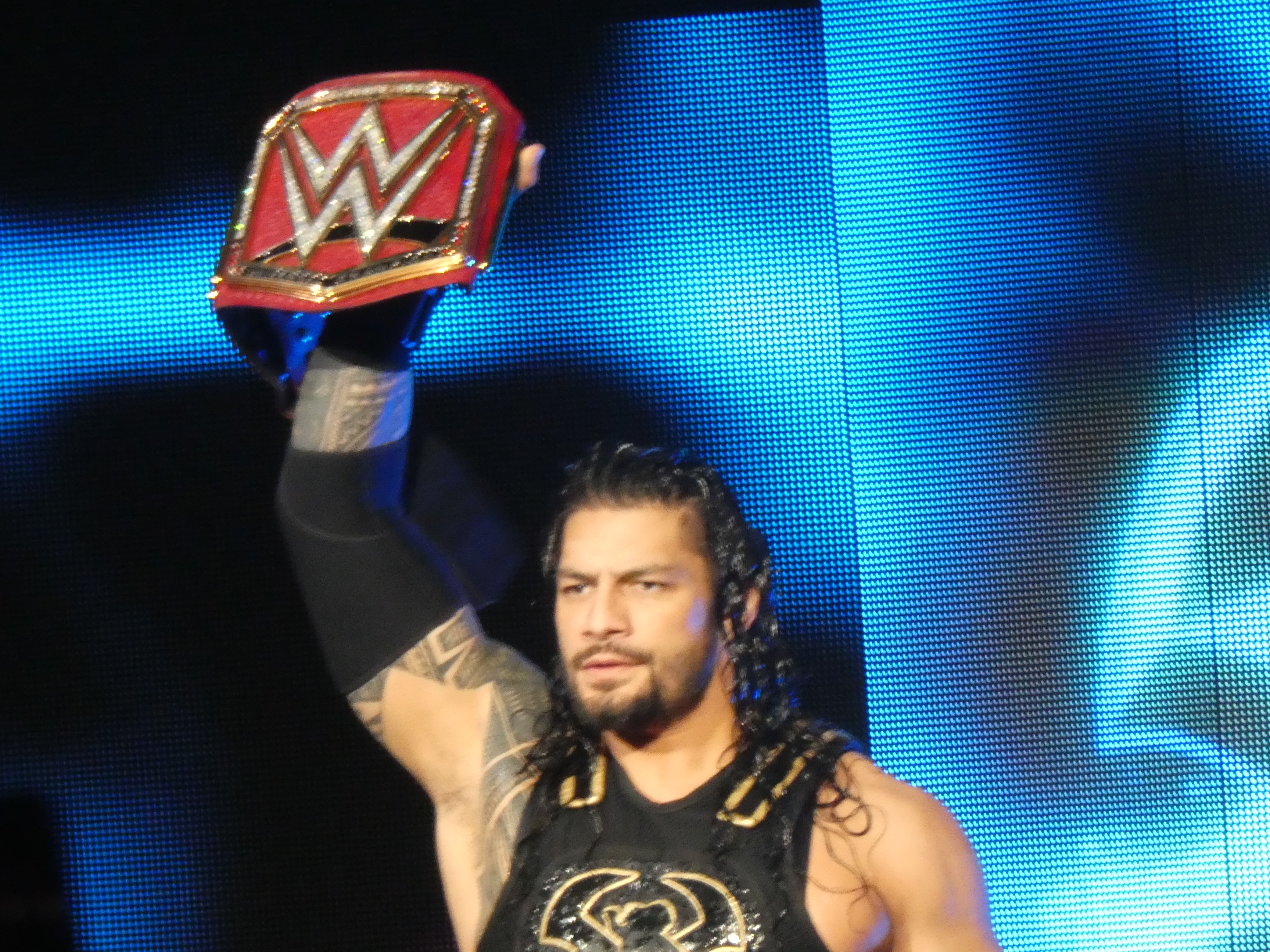
Roman Reigns con la cintura

Il WWE Universal Championship è stato un titolo mondiale di wrestling di proprietà della WWE attivo dal 21 agosto 2016 al 7 aprile 2024.
Venne inizialmente creato il 21 agosto 2016, a SummerSlam, come esclusiva di Raw, dopo che il WWE Championship divenne un'esclusiva di SmackDown nell'ambito della seconda brand extension.

## Storia
In seguito alla brand extension svoltasi il 19 luglio 2016, Dean Ambrose (allora detentore del WWE World Championship) passò al roster di SmackDown e con lui anche il suo titolo, diventando un'esclusiva dello show blu. Il 24 luglio seguente, a Battleground, Ambrose difese con successo il titolo in un triple threat match che includeva anche due superstar di Raw, Roman Reigns e Seth Rollins, solidificando così il titolo come un'esclusiva di SmackDown mentre Raw si ritrovava privo, per la prima volta nella storia, di un titolo mondiale.
La sera successiva, a Raw, la commissioner Stephanie McMahon e il general manager Mick Foley annunciarono la creazione del WWE Universal Championship, e poiché non fu Rollins a subire lo schienamento a Battleground, venne annunciato che il 21 agosto seguente, a SummerSlam, Rollins avrebbe affrontato Finn Bálor dopo che questi aveva vinto due match di qualificazione.
A SummerSlam, Bálor sconfisse Rollins in un match che prevedeva la vittoria solo per schienamento o sottomissione per diventare il primo campione; Bálor divenne così anche il primo wrestler della WWE a vincere un titolo mondiale nel suo evento in pay-per-view di debutto, riuscendo inoltre a fare ciò in circa un mese da quando ha debuttato nel main roster. La sera seguente a Raw, tuttavia, fu costretto a rinunciare al titolo a causa di un infortunio (reale) alla spalla occorso durante il suo match contro Rollins.
Dopo vari match di qualificazione, nella puntata di Raw del 29 agosto 2016 il titolo venne riassegnato in un fatal 4-way elimination match che comprendeva Big Cass, Kevin Owens, Roman Reigns e Seth Rollins; il match venne vinto da Owens, il quale si aggiudicò la contesa grazie all'interferenza di Triple H ai danni di Reigns prima e di Rollins poi.
Il 3 aprile 2022, durante la seconda serata di WrestleMania 38, Roman Reigns, detentore dell'Universal Championship, sconfisse Brock Lesnar unificando il titolo universale con il WWE Championship appena vinto per formare l'Undisputed WWE Universal Championship; nonostante l'unificazione, i due titoli sono rimasti separati.
Dopo la sconfitta di Roman Reigns e l'inizio del regno di Cody Rhodes (WrestleMania XL), il titolo risultava ancora attivo e Rhodes campione effettivo, ma in seguito alla sconfitta di Rhodes (WrestleMania 41), il titolo è stato retroattivamente ritirato e dichiarato inattivo dal 7 aprile 2024.

## Cintura

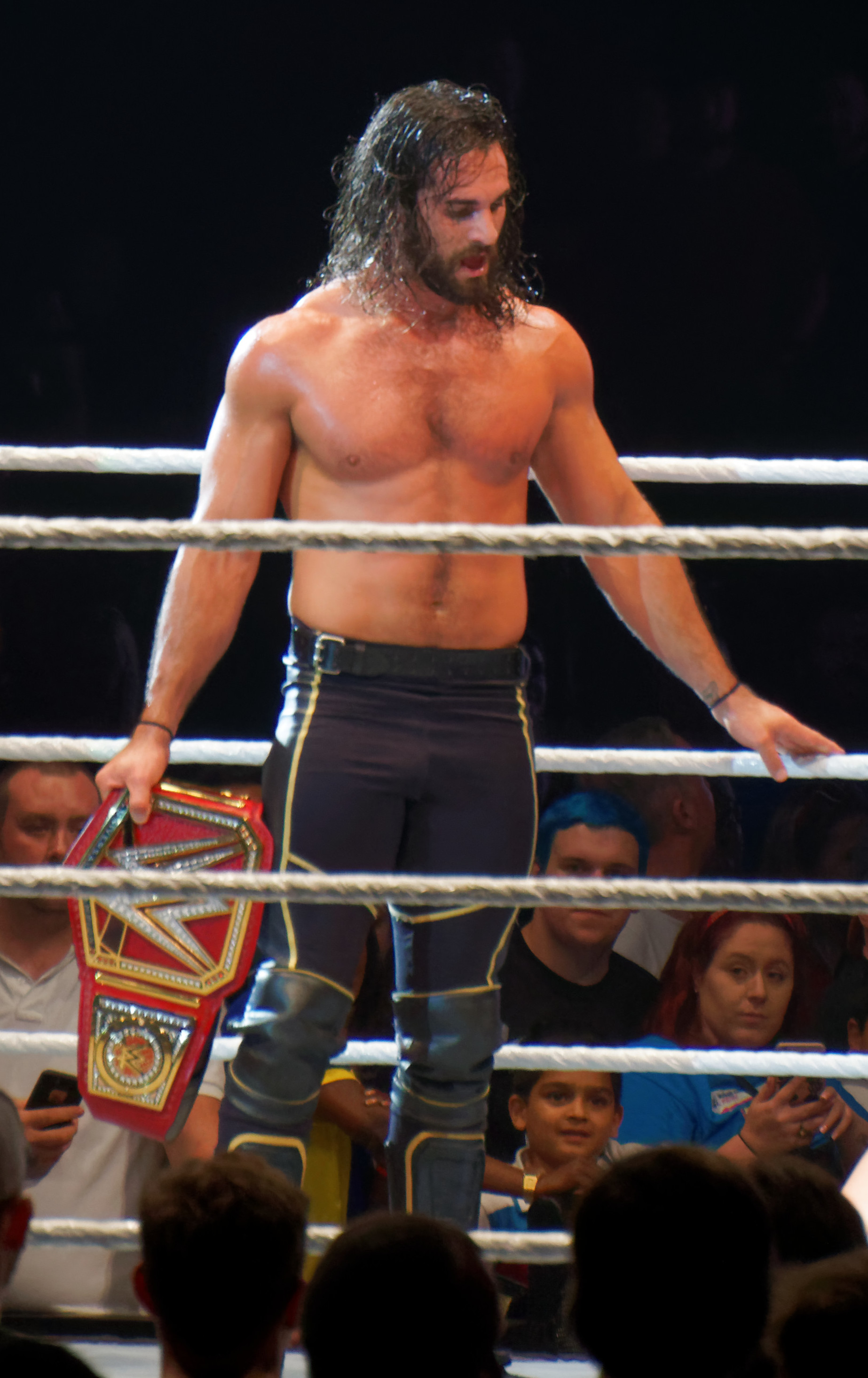
Il due volte campione Seth Rollins con la versione rossa del titolo (2016–2019)

La cintura è molto simile a quella del WWE Championship con la differenza che essa è di cuoio blu elettrico per simboleggiare l'esclusività di SmackDown; sono tuttavia presenti anche in esso le placche personalizzabili ai lati. Sotto la placca centrale recante il logo della WWE, il cui colore è rosso come nel WWE Championship, si legge la scritta «Universal Champion». Originariamente, però, fino al 31 ottobre 2019, la cintura, quand'era esclusiva del roster di Raw, era esattamente uguale con le sole differenze di essere innanzitutto di colore rosso, mentre la striscia sotto il logo WWE era nera. Durante il regno di Bray Wyatt, dal 29 novembre 2019 al 27 febbraio 2020, la cintura è stata personalizzata con la faccia di "The Fiend" sulla placca centrale e, ai lati, le scritte "Hurt" in alto e "Heal" in basso.
La cintura ha generato una reazione negativa da parte del pubblico dal vivo a SummerSlam, che ha intonato il coro «This belt sucks» ("Questa cintura fa schifo"); tale sentimento è stato riscontrato anche sui social, in particolare Facebook e Twitter. Adam Silverstein, di CBS Sports, l'ha definita "brutta" mentre Jason Powell, del sito web specializzato Pro Wrestling Dot Net, l'ha descritta come "una cintura che non piace a nessuno". Il New England Sports Network ha affermato che quello che avrebbe dovuto essere un momento cardine della WWE si è invece rivelato un'esperienza imbarazzante. Lo stesso Seth Rollins ha criticato la reazione del pubblico scrivendo il seguente messaggio su Twitter: "Più importante dell'aspetto di un titolo è quello che rappresenta per gli uomini che combattono per esso. Mi hai davvero deluso, Brooklyn". Mick Foley ha condiviso il pensiero di Rollins e ha a sua volta scritto un lungo messaggio su Facebook in cui ricordava il momento in cui gli venne presentato l'Hardcore Championship, una cintura tenuta insieme con del nastro adesivo, ma che secondo Foley gli sfidanti hanno lavorato duramente per mostrare che valeva la pena combattere per esso. In un segmento al microfono nella successiva puntata di Raw, Rollins ha definito la cintura "bellissima" per suscitare una reazione negativa da parte del pubblico.

## Albo d'oro
Statistiche aggiornate al 19 maggio 2025.
| #  | Campione               | Regno | Data             | Giorni | Località                    | Evento          | Note | Fonti         |
| -- | ---------------------- | ----- | ---------------- | ------ | --------------------------- | --------------- | --- | ------------- |
| 1  | Finn Bálor             | 1     | 21 agosto 2016   | 1      | Brooklyn, New York          | SummerSlam      | Il titolo venne creato per il roster di Raw dopo che il WWE World Championship divenne un'esclusiva di SmackDown. Bálor sconfisse Seth Rollins in un match per l'assegnazione del titolo. | [ 7 ] [ 8 ]   |
| —  | Vacante                | —     | 22 agosto 2016   | —      | Brooklyn, New York          | Raw             | Reso vacante a causa di un infortunio di Bálor. | [ 9 ] [ 10 ]  |
| 2  | Kevin Owens            | 1     | 29 agosto 2016   | 188    | Houston, Texas              | Raw             | Owens sconfisse Big Cass, Roman Reigns e Seth Rollins in un fatal 4-way elimination match per la riassegnazione del titolo. | [ 20 ]        |
| 3  | Goldberg               | 1     | 5 marzo 2017     | 28     | Milwaukee, Wisconsin        | Fastlane        | | [ 21 ]        |
| 4  | Brock Lesnar           | 1     | 2 aprile 2017    | 504    | Orlando, Florida            | WrestleMania 33 | | [ 22 ]        |
| 5  | Roman Reigns           | 1     | 19 agosto 2018   | 64     | Brooklyn, New York          | SummerSlam      | | [ 23 ]        |
| —  | Vacante                | —     | 22 ottobre 2018  | —      | Providence, Rhode Island    | Raw             | Reso vacante a causa della leucemia di Reigns. | [ 24 ]        |
| 6  | Brock Lesnar           | 2     | 2 novembre 2018  | 156    | Riad                        | Crown Jewel     | Lesnar sconfisse Braun Strowman in un match per la riassegnazione del titolo. | [ 25 ]        |
| 7  | Seth Rollins           | 1     | 7 aprile 2019    | 98     | East Rutherford, New Jersey | WrestleMania 35 | | [ 26 ]        |
| 8  | Brock Lesnar           | 3     | 14 luglio 2019   | 28     | Filadelfia, Pennsylvania    | Extreme Rules   | Lesnar incassò il contratto del Money in the Bank. | [ 27 ]        |
| 9  | Seth Rollins           | 2     | 11 agosto 2019   | 81     | Toronto                     | SummerSlam      | | [ 28 ]        |
| 10 | "The Fiend" Bray Wyatt | 1     | 31 ottobre 2019  | 119    | Riad                        | Crown Jewel     | In un falls count anywhere match. Il titolo divenne un'esclusiva di SmackDown. | [ 29 ]        |
| 11 | Goldberg               | 2     | 27 febbraio 2020 | 27     | Riad                        | Super ShowDown  | | [ 30 ]        |
| 12 | Braun Strowman         | 1     | 25 marzo 2020    | 151    | Orlando, Florida            | WrestleMania 36 | In onda il 4 aprile 2020. | [ 31 ]        |
| 13 | "The Fiend" Bray Wyatt | 2     | 23 agosto 2020   | 7      | Orlando, Florida            | SummerSlam      | In un falls count anywhere match. | [ 32 ]        |
| 14 | Roman Reigns           | 2     | 30 agosto 2020   | 1316   | Orlando, Florida            | Payback         | In un no holds barred triple threat match che comprendeva anche Braun Strowman. Il 3 aprile 2022, nella seconda serata di WrestleMania 38, Reigns sconfisse Brock Lesnar unificando l'Universal Championship con il WWE Championship; nonostante l'unificazione, i due titoli rimasero indipendenti. | [ 11 ] [ 33 ] |
| —  | Ritirato               | —     | 7 aprile 2024    | —      | —                           | —               | Dopo la sconfitta di Reigns e l'inizio del regno di Cody Rhodes, il titolo risultava ancora attivo e Rhodes campione effettivo, ma in seguito alla sconfitta di Rhodes (WrestleMania 41), il titolo è stato retroattivamente ritirato e dichiarato inattivo dal 7 aprile 2024.                       | [ 34 ]        |